# Transatlantyk Festival

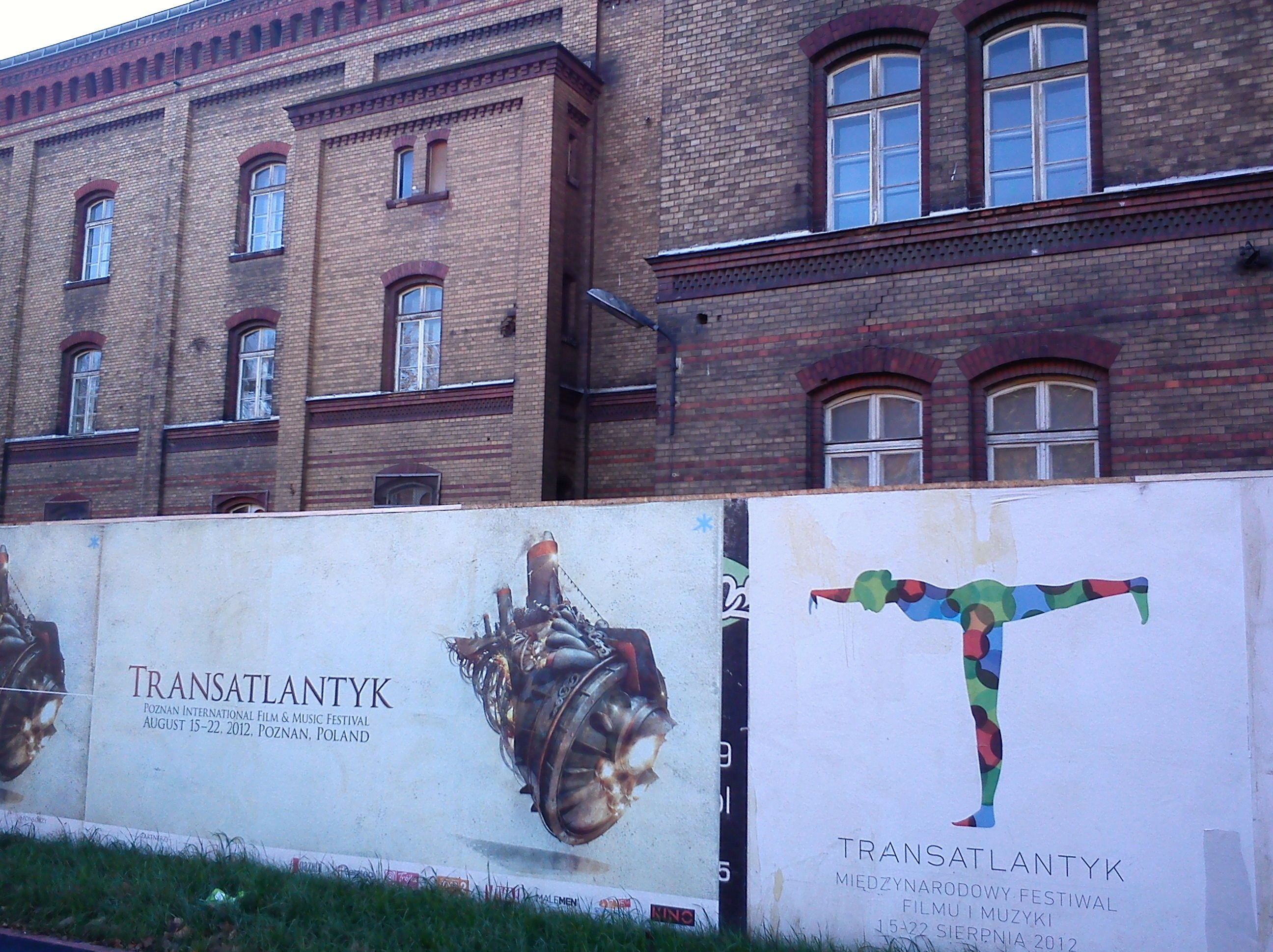
Plakaty festiwalowe w 2012

Transatlantyk Festival (wcześniej: PGNiG Transatlantyk Festival, Transatlantyk Festival Poznań i Międzynarodowy Festiwal Filmu i Muzyki Transatlantyk) – międzynarodowy festiwal filmu i muzyki odbywający się w Łodzi (do 2015 w Poznaniu oraz Rozbitku, w gminie Kwilcz, 60 km od Poznania). Pomysłodawcą i dyrektorem festiwalu jest Jan A.P. Kaczmarek, a Dyrektor Programową – Joanna Łapińska.

## Cel i zakres
Festiwal pomyślany jest jako artystyczna platforma, która poprzez muzykę i film chce budować silniejsze związki między społeczeństwem, sztuką i środowiskiem, a także inspirować dyskusje na aktualne tematy społeczne.
Opiera się na trzech filarach: filmie, muzyce oraz edukacji w ramach działu Edukacja&Inspiracje.
W trakcie festiwalu odbywają się dwa konkursy dla młodych kompozytorów (do 35 roku życia): Transatlantyk Film Music Competition oraz Transatlantyk Instant Composition Contest. Pierwszy z nich polega na skomponowaniu muzyki do dwóch krótkich filmów, natomiast w drugim „uczestnicy natychmiast po obejrzeniu krótkiego materiału filmowego będą musieli na żywo, na fortepianie solo, stworzyć do niego utwór”.
Podczas Festiwalu wręczana jest nagroda Transatlantyk Glocal Hero Award, „przyznawana wybitnym osobistościom, których lokalne i globalne działania kształtują oblicze współczesnego świata”. Laureatami nagrody byli duński naukowiec Bjørn Lomborg (2011), Elżbieta i Krzysztof Pendereccy (2012), Yoko Ono (2013), profesor Gayatri Chakravorty Spivak (2014), Edward Norton (2017), Janina Ochojska (2018).
Festiwalowy plakat autorstwa Tomasza Opasińskiego był dwukrotnie nominowany do nagrody za najlepszy plakat filmowy The Hollywood Reporter: Key Art Awards
, zdobywając w 2012 roku brązowy medal. Plakat z roku 2015, autorstwa Pawła Króla, został nagrodzony tytułem Award of Excellence 2015 magazynu Communication Arts.

## Sekcje festiwalu
Festiwal składa się z:
- pokazów filmów w ramach poszczególnych sekcji tematycznych, w tym poświęconych poszczególnym gatunkom, problemom oraz krajom i regionom,
- Kina Kulinarnego,
- plenerowego kina łóżkowego,
- pokazów doświadczeń i filmów wirtualnej rzeczywistości,
- warsztatów (w tym dla dzieci, młodzieży i osób niepełnosprawnych),
- paneli dyskusyjnych,
- koncertów,
- wydarzeń teatralnych,
- konkursów kompozytorskich: Transatlantyk Film Music Competition i Transatlantyk Instant Composition Contest.

## Edycje festiwalu

### 2011
Pierwsza edycja odbyła się 5–13 sierpnia 2011.
Filmy pokazywano w ramach 16 sekcji tematycznych: 10 niemieckich głosów, Inna Ameryka, Kino klasy B – ekstaza i mdłości, Kino Plenerowe, Nowe Kino Skandynawskie, Pasaż kultury, Retrospektywa Milosa Formana, Rewolucje arabskie – wczoraj i dziś..., Sezon, Transatlantyk Art, Transatlantyk dla Dzieci, Transatlantyk Docs, Transatlantyk Docs Wall Street Story, Transatlantyk Panorama, Transatlantyk Spotlight, Transatlantyk Eko oraz w ramach Kina Kulinarnego (zorganizowanego we współpracy z Międzynarodowym Festiwalem Filmowym w Berlinie).
Nagrodę Transatlantyk Glocal Hero Award otrzymał Bjørn Lomborg.
Laureatem Transatlantyk Film Music Competition został Matthijs Kieboom (Holandia), a Transatlantyk Instant Composition Contest – Dawid Rudnicki (Polska). Gośćmi festiwalu byli m.in.: James Cromwell, Roy Conli, Shem Bitterman, Zbigniew Rybczyński, William Goldstein, George S. Clinton, Rafał Paczkowski i Agatha Dominik.

### 2012
Druga edycja odbyła się w dniach 15–22 sierpnia 2012.
Pokazy odbyły się w ramach 18 sekcji tematycznych: Transatlantyk Panorama, Transatlantyk Konfrontacje, Nowe Kino Niemieckie, Nowe Kino Skandynawskie, Oscar nieanglojęzyczny nominacje 2012, Kino Kulinarne, Narodziny mistrza: Alfred Hitchcock, Poza gatunkiem: sci-fi, Transatlantyk dla Dzieci, Kino klasy B „Ekstaza i mdłości”, Sezon, Transatlantyk Docs, Transatlantyk Eko, Transatlantyk Art, Nowe Polskie Dokumenty, Wall Street Story cz. II, Wiosna Arabska kontynuacja, Filmy Rowerowe – bike movies oraz seanse w Kinie Plenerowym „Bałtyk”.
W ramach Kina Plenerowego „Bałtyk” zorganizowano pierwsze na świecie łóżkowe kino plenerowe, zlokalizowane w miejscu, w którym wcześniej znajdowało się Kino Bałtyk.
Nagrodę Transatlantyk Glocal Hero Award otrzymali Elżbieta i Krzysztof Pendereccy „za swoją wieloletnią działalność społeczną i kulturalną”.
Gośćmi festiwalu byli m.in.: Richard N. Gladstein, Julian Sands, Mark Isham, Frances Fisher, Peter Buchman, Jacek Bławut, Grzegorz Hajdarowicz, Łukasz Bielan, Ari Kalinowski.
Laureatem Transatlantyk Film Music Competition został Daniel Beijbom (Szwecja), a Transatlantyk Instant Composition Contest – Jacek Szwaj (Polska).
Festiwal odwiedziło 41 tysięcy osób.

### 2013
Trzecia edycja odbyła się w dniach 2–9 sierpnia 2013.
Pokazy odbyły się w ramach 21 sekcji tematycznych: Transatlantyk Panorama, Bike Movies – Kino Rowerowe, Filmowa Droga Mistrza – Stanley Kubrick, Kino Drogi – „Škoda. Wiesz co dobre!”, Kino Klasy B, Kino Kulinarne, Mobilne Kino Skody, Nowe Kino Niemieckie, Nowe Kino Skandynawskie, Oscary 2013 – Nominacje dla Dokumentów Pełnometrażowych, Pokazy Specjalne, Poza Gatunkiem: Superbohater, Sacrum w Kinie, Sezon, Sundance na Transatlantyku, Transatlantyk Art, Transatlantyk dla Dzieci, Transatlantyk Docs, Transatlantyk Eko Inspired By Aquanet, Transatlantyk Konfrontacje i Łóżkowe Kino Plenerowe zorganizowane na Placu Wolności w dniach 3-7 sierpnia.
Nagrodę Transatlantyk Glocal Hero Award otrzymała Yoko Ono, która przy tej okazji wystąpiła z koncertem autorskim. Towarzyszył jej Thurston Moore z zespołu Sonic Youth. Galę wręczenia nagród uświetniał Leszek Możdżer. Laureatem Transatlantyk Film Music Competition został Xiaotian Shi (Chiny/Wielka Brytania), a Transatlantyk Instant Composition Contest – Aleksander Dębicz (Polska). Gośćmi festiwalu byli m.in.: Marco Beltrami, David MacMillan, Petr Zelenka, Daniel Bloom, Waldemar Kalinowski, Marta Cunningham, Gloria Campaner, Dorota Kędzierzawska, Edwin Bendyk, Artur Reinhart, Jarosław Kuźniar, Jacek Żakowski, Aneta Kopacz, Magdalena Łazarkiewicz, Marian Dziędziel, prof. Jerzy Osiatyński, prof. Wiktor Osiatyński, Weronika Rosati, Xawery Żuławski, Jacek Borcuch.
Festiwal odwiedziło 62 tys. osób.

### 2014
Czwarta edycja odbyła się w dniach 8–14 sierpnia 2014.
Pokazy odbyły się w ramach 17 sekcji tematycznych: Kino dla Mam z NIVEA, Kino klasy B i inne szaleństwa, Kino Kulinarne, Kino Łóżkowe, Transatlantyk Sport, Kino Trzeciego Wieku, Mobilne Kino Skody, Oscary 2014 – Najlepsze Filmy, Retrospektywa: Charles Chaplin, Sezon, Sundance na Transatlantyku, Transatlantyk dla Dzieci, Transatlantyk Docs, Transatlantyk Eko Inspired By Aquanet, Transatlantyk Konfrontacje, Transatlantyk Panorama, Mobilne Kino Skody.
Nagrodę Transatlantyk Glocal Hero Award otrzymała profesor Gayatri Chakravorty Spivak za poświęcenie dla działań antykolonialnych i zgłębianiu zagadnień związanych z rozwojem imperializmu i globalizacji.
Laureatem Transatlantyk Film Music Competition został Moritz Schmittat (Niemcy), a Transatlantyk Instant Composition Contest – Mateusz Dębski (Polska).
Gośćmi festiwalu byli m.in.: Justin Chatwin, John Ottman, Allan Starski, Bruce Broughton, Michael Price, Jóhann Jóhannsson, Sydney Freeland, Amelia Green-Dove, Lech Majewski, Rosław Szaybo, Grażyna Szapołowska, Arkadiusz Jakubik, Lidia Popiel, Bogusław Linda, Jacek Braciak, Katarzyna Herman, Wojciech Eichelberger, Barbara Sikorska-Bouffał, Katarzyna Lewińska.
Edycję odwiedziło 60 tysięcy osób.

### 2015
Piąta edycja odbyła się w dniach 7–14 sierpnia 2015.
Pokazy odbyły się w ramach 17 sekcji tematycznych: Kino Kulinarne, Kino Trzeciego Wieku, Mobilne Kino Skody, Sezon, Transatlantyk Docs, Transatlantyk Konfrontacje, Transatlantyk Panorama, Pokazy Specjalne, Retrospektywa: Gaumont, Oscary 2015, Transatlantyk Sport, Kino Łóżkowe, Transatlantyk Niezależni, Transatlantyk Sacrum, Transatlantyk Eko, Kino klasy B i inne szaleństwa: Body Horror, Dziecięcy Klub Filmowy.
Funkcje Kina Łóżkowego zlokalizowanego na Placu Wolności zostały rozbudowane i przekształcone w Łóżkotekę. Na 50 łóżkach wyposażonych w ekrany, prócz projekcji filmowych, odbywały się też wykłady, zabawy dla dzieci, sesje fotograficzne, słuchowiska, filmowe śniadania, lunche i kolacje, działała mobilna biblioteka.
Laureatem Transatlantyk Film Music Competition został Andrea Grant (Włochy), a Transatlantyk Instant Composition Contest – Aleksandra Chmielewska (Polska).
Gośćmi festiwalu byli m.in.: Joe Pantoliano, John Debney, Curt Sobel, Hisako Matsui, Simon Curtis, Shaune Harrison, Frank Ilfman, Jonh Maclean, Kathleen Davison, Paweł Potoroczyn, Magnus von Horn, Joanna Kulig, Maciej Bochniak, Ewa Puszczyńska, Andrzej Maleszka, Stanisław Tyczyński, Mariusz Grzegorzek, Krzysztof Gierat, Rafał Królikowski, Karolina Bielawska, Marcin Prokop, Piotr Metz, Wiesław Kot, Jarosław Barzan, Radosław Ładczuk.
Edycję odwiedziło 65 tysięcy widzów.

### 2016
Szósta edycja odbyła się w Łodzi w dniach 23–30 czerwca 2016.
W ramach 24 sekcji tematycznych (m.in. Kino Kulinarne, Kino Klasy B i Inne Szaleństwa, Rossmannowe Kino dla Rodzica z Dzieckiem, Dziecięcy Klub Filmowy Rossmanna, Sezon, Transatlantyk Sacrum, Oscary 2016, Transatlantyk Niezależni, Transatlantyk Docs, Transatlantyk Art, Transatlantyk Konfrontacje, Transatlantyk Panorama, EKO, Inna Ameryka) pokazano 176 filmów. Bohaterem Retrospektywy był Sergio Leone. Na festiwalu zaprezentowano najnowsze produkcje m.in. Andrzeja Żuławskiego, Danisa Tanovicia, Andre Techine czy Jeana Pierre’a i Luca Dardenne’ów.
Laureatem Międzynarodowego Konkursu Transatlantyk został „Aquarius” Klebera Mendonci Filho, Nagrodę Publiczności Transatlantyk Audience Award 2016 otrzymał obraz „Viva” w reżyserii Paddy’ego Breathnacha. Motywem przewodnim edycji 2016 był temat uchodźców i kryzysu Europy.
Najważniejsi goście festiwalu to: Irène Jacob, Richard N.Gladstein – kilkukrotnie nominowany do Oscara producent takich filmów jak Pulp Fiction, Marzyciel czy Nienawistna Ósemka, Dan Lebental – światowej sławy montażysta (m.in. Iron Man i Ant-Man), Keith David (aktor, m.in. Requiem dla snu), Morgan Saylor (aktorka, Homeland), Will Allen (reżyser, Holly Hell).
Transatlantyk Festival odwiedzili także znani kompozytorzy – Roque Baños (Old-Boy, Mechanik), Daniel Pemberton (Steve Jobs, Kryptonim U.N.C.L.E.). W spotkaniach i panelach dyskusyjnych udział wzięli m.in. publicyści Tomasz Raczek, Bartosz Węglarczyk, Dawid Wildstein i Łukasz Warzecha, Zbigniew Lewicki, Milenia Fiedler czy producent Oscarowego filmu Ida Piotr Dzięcioł.
W Międzynarodowym Konkursie Transatlantyk jury w składzie: Richard N. Gladstein (przewodniczący jury, producent największych hitów Quentina Tarantino), Joanna Kos-Krauze (reżyserka „Papusza”), Keith David (aktor, Requiem dla snu) Dan Lebental (montażysta Iron Man, Thor) i John Maclean, reżyser Slow West (zeszłorocznego zwycięzcy Nagrody Publiczności Transatlantyk Festivalu) uznało, że najlepszym filmem został Aquarius w reżyserii Klebera Mendonca Filho. Obraz został uhonorowany nagrodą Złotej Arki. Wyróżnienie w konkursie otrzymał „Dzień po żałobie” Asapha Polonsky’ego. Nagrodę Publiczności Transatlantyk Audience Award otrzymała „Viva” Paddy’ego Breathnacha.
Złotą Arkę w Konkursie Polskich Filmów Krótkometrażowych otrzymał „Dokument” Marcina Podolca, zaś wyróżnienie – „Love, love” Grzegorza Zaricznego. O nagrodach dla obu tych filmów zadecydowało jury w składzie: Mariusz Grzegorzek (przewodniczący), Aneta Kopacz i Edher Campos.
Widzowie Festiwalu mieli możliwość wziąć udział w kilkudziesięciu warsztatach, spotkaniach, panelach dyskusyjnych czy przeglądach oraz unikatowy, jedyny w tej części Europy przegląd filmów i doświadczeń artystycznych wirtualnej rzeczywistości.

### 2017
Program filmowy Transatlantyku obejmował kilkaset seansów, a 55 filmów miało podczas festiwalu swoje polskie premiery.
Na Transatlantyk Festival nagrodami zostali uhonorowani: amerykański aktor Edward Norton i argentyńska reżyserka, Lucrecia Martel. Podczas Gali Zamknięcia Edward Norton otrzymał nagrodę Transatlantyk Glocal Hero Award, przyznawaną artystom, których lokalne i globalne działania kształtują oblicze współczesnego świata.
Prestiżowa nagroda jubileuszowa FIPRESCI 92, przyznana przez Międzynarodową Federację Krytyków Filmowych FIPRESCI została wręczona argentyńskiej reżyserce Lucrecii Martel przez Sekretarza Generalnego FIPRESCI Klausa Edera. Nagroda jubileuszowa FIPRESCI została w Polsce wręczona po raz pierwszy.
Przyznawaną przez publiczność nagrodą Transatlantyk Distribution Award w wysokości 40 000 PLN został uhonorowany obraz Blandine Lenoir "Pięćdziesiąt wiosen Aurory”, a nagrodę Young Film Critics Award przyznawaną przez zwycięzców konkursu organizowanego w ramach Festiwalu Krytyków Sztuki Filmowej Kamera Akcja dla najlepszego debiutu reżyserskiego otrzymał film "Cierpkie mleko” Huberta Charuela. Drugą edycję Konkursu Polskich Krótkich Metraży i nagrodę w wysokości 10 000 PLN wygrała Julia Orlik i jej animowany "Bankiet”.
Bohaterami sekcji retrospektywnych Zbliżenie byli w tym roku goście specjalni festiwalu: Lucrecia Martel, Edward Norton oraz Barbara Sass.
Podczas Festiwalu Transatlantyk 2017 bohaterami spotkań Master Class, podczas których zaproszeni goście dzielą się z widzami swoim doświadczeniem zawodowym, byli reżyserka Lucrecia Martel (“Bagno”, “Kobieta bez głowy”), operator Michael Seresin (m.in. "Harry Angel", "Ptasiek"), montażystka Anne-Sophie Bion (nominowana do Oscara za film "Artysta") oraz Edward Norton (m.in. "Podziemny krąg", "Więzień nienawiści").
Gośćmi festiwalu byli również: Philippe Mora, Trevor Graham ("Monsieur Mayonnaise"), Andrzej Seweryn, Jan P. Matuszyński ("Ostatnia rodzina"), Janusz Majewski, Wojciech Karolak, Krzysztof Sadowski ("Jazz In Poland"), Magdalena Cielecka ("Pokuszenie"), Dorota Stalińska ("Krzyk") czy Greg Zgliński ("Zwierzęta").
W ramach spotkań Raporty Mniejszości festiwalowi widzowie mieli okazję porozmawiać z kobietami-współtwórczyniami prezentowanych filmów: Dorotą Roqueplo i Urszulą Grabowską ("Wspomnienie lata"), Kingą Baczyńską ("Maria Skłodowska-Curie"), Olgą Żukowicz, Pauliną Korwin-Kochanowską i Katarzyną Szczerbą ("Las, 4 rano") oraz Ewą Brodzką ("Powidoki").
Transatlantyk rozpoczął się od Wielkiego Czytania Kobiet, widowiska muzyczno-literackiego z muzyką Jana A.P. Kaczmarka, wykonywaną przez Hollyłódzką Orkiestrę Filmową pod batutą Moniki Wolińskiej, chór Vivid Singers i sopranistkę Joannę Jakubas. Podczas spektaklu na scenie pojawiły się: Katarzyna Herman, Justyna Wasilewska, Zofia Wichłacz i Agnieszka Żulewska, Joanna Kos-Krauze, Katarzyna Bonda i Sylwia Chutnik, Joanna Klimas oraz reżyserka całego widowiska Maria Sadowska, które przeczytały fragmenty tekstów m.in. Simone de Beavuoir, Doris Lessing czy Patti Smith. Muzyczną gwiazdą Gali Zamknięcia był zespół Kwadrofonik.
Podczas festiwalu odbyły się także dwa międzynarodowe konkursy kompozytorskie: Transatlantyk Film Music Competition™ (FMC) oraz Transatlantyk Instant Composition Contest™ (TICC). Zwycięzcą konkursu FMC został Ruslan Perezhilo (Łotwa). W konkursie TICC pierwszą nagrodę otrzymał Jakub Czerski. Podczas Gali wręczono też wspólną nagrodę festiwalu Transatlantyk i Stowarzyszenia Autorów ZAiKS przyznawaną najlepszemu polskiemu finaliście konkursu FMC. Wyróżnienie w wysokości 20 000 PLN otrzymał polski muzyk Antoni Wojnar. Jurorami w konkursie ICC byli Michael P. Aust, Matthijs Kieboom, Piotr Metz oraz Jan A.P. Kaczmarek. Natomiast laureatów konkursu FMC wyłoniło jury w składzie: Anne-Sophie Bion, Jean-Michel Bernard, Wiesław Komasa, Michael Seresin (m.in. "Ptasiek", "Harry Potter") i Jan A.P. Kaczmarek.
Kompozytor muzyki filmowej Jeana-Michela Bernarda (autor muzyki do filmów Michela Gondry’ego, m.in. "Jak we śnie" czy "Uwaga, awaria" oraz piosenek do "Hugo i jego wynalazek" Martina Scorsese), wystąpił w czwartek, 20 lipca w łódzkim Teatrze Nowym im. Kazimierza Dejmka w towarzystwie Gościa Specjalnego - Marysi Sadowskiej.
Po raz pierwszy w historii festiwalu odbyły się branżowe warsztaty Lodołamacz, których tematem była dystrybucja filmowa. Uczestnicy warsztatów rozmawiali o tradycyjnych i nietradycyjnych metodach dystrybuowania filmów, przyjrzeli się różnym formom dystrybucji od strony prawnej, poznali nowe rozwiązania oraz nowe kierunki w dystrybucji.

### 2018
Ósma edycja festiwalu odbyła się w Łodzi, w dniach 13 – 20 lipca.

## Transatlantyk Audience Award
Od pierwszej edycji festiwalu wręczana jest Transatlantyk Audience Award – nagroda dla najlepszego filmu przyznawana przez publiczność. Otrzymały ją następujące produkcje:
2011 – Tylko dla kochanków (For Lovers Only), reż. Michael Polish
2012 – Dom, w którym mieszkam (The House I Live In), reż. Eugene Jarecki
2013 – Babcia Gandzia (Paulette), reż. Jérôme Enrico
2014 – 20 000 dni na Ziemi (20,000 Days on Earth), reż. Jane Pollard, Iain Forsyth
2015 – Slow West, reż. John Maclean
2016 – Viva, reż Paddy Breathnach

## Transatlantyk Distribution Award
2017 – 50 Wiosen Aurory, reż. Blandine Lenoir

## Międzynarodowy Konkurs Transatlantyk
2016 – Aquarius reż. Kleber Mendonca Filho; Złota Arka
2016 – Dzień po żałobie reż. Asaph Polonsky; wyróżnienie

## Konkurs Polskich Filmów Krótkometrażowych
2016 – Dokument reż. Marcin Podolec
2016 – Love, love reż. Grzegorz Zariczny
2017 – Bankiet, reż. Julia Orlik